# Foton

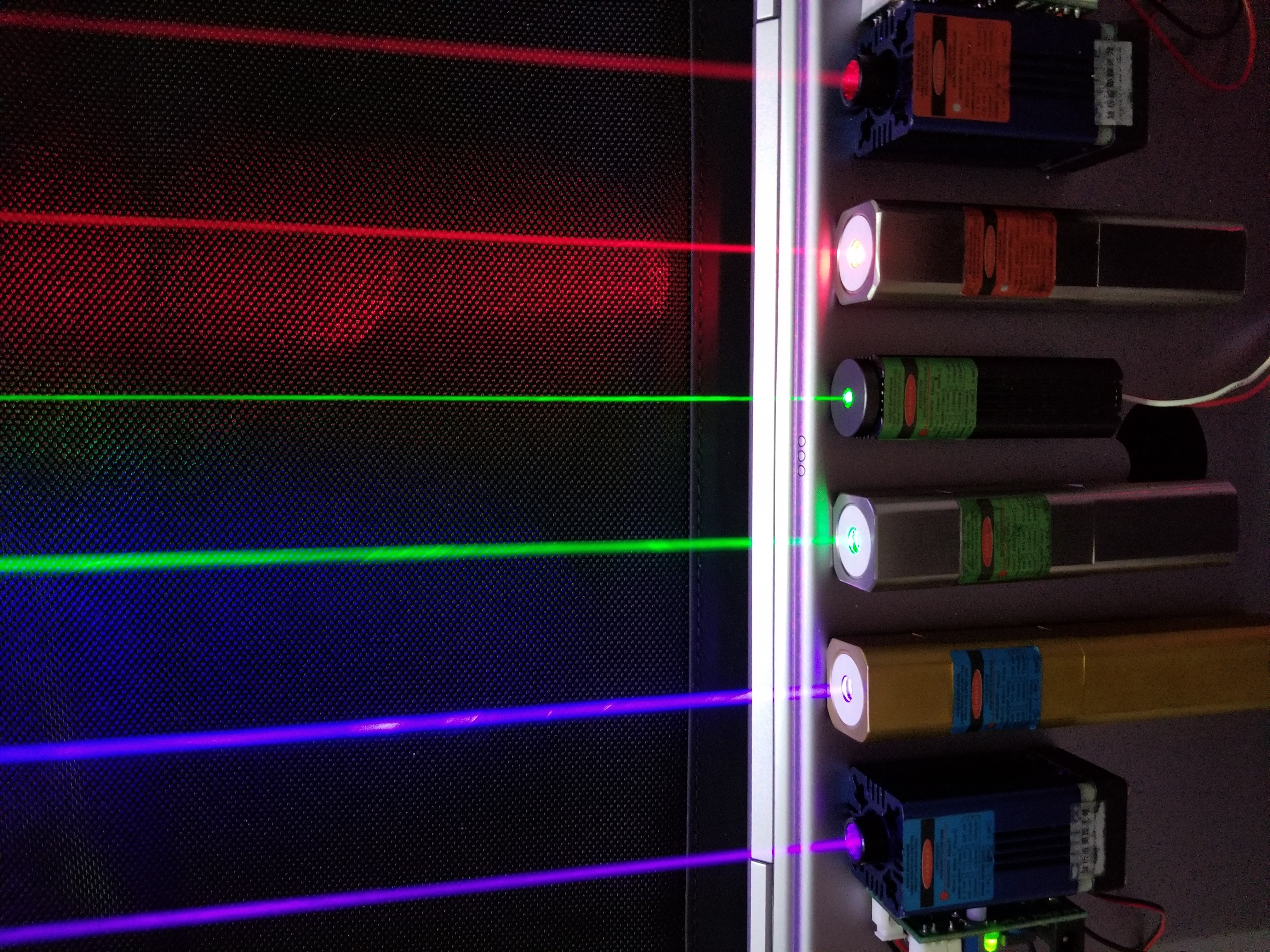
Lasere

Fotonul, numit și cuantă de lumină, este particula elementară responsabilă pentru toate fenomenele electromagnetice. O definiție explicativă și mai completă a fotonului este formulată în Dicționarul explicativ al limbii române (2016): Fotonul este o particulă elementară a radiației electromagnetice cu masă de repaus și sarcină electrică nule.
Cuvântul foton a fost creat în 1926 de fizicianul american Gilbert Newton Lewis, pornind de la cuvântul grecesc φῶς, phos, care înseamnă lumină. Deși teoria lui Lewis despre fotoni, care susținea că aceștia nu pot fi nici creați și nici distruși, s-a dovedit a fi greșită — există numeroase fenomene cuantice de generare și anihilare a fotonilor —, termenul a fost considerat foarte potrivit pentru cuantele de lumină și a fost repede acceptat de întreaga comunitate științifică.

## Proprietăți
Fotonii participă la interacțiunile electromagnetice; toate formele de lumină (nu numai cea vizibilă) se compun din fotoni. Masa de repaus a fotonului este zero; astfel, în absența oricărei interacțiuni viteza fotonului (viteza luminii, c) este aceeași în toate sistemele de referință. O particulă cu masă de repaus zero se mișcă totdeauna cu viteza luminii. Când este absorbit fotonul transmite materiei energia, impulsul și momentul său cinetic. Energia unui foton E depinde numai de frecvența lui ν, conform relației:
```
  
E
 = 
h
ν
```

unde h este constanta lui Planck. Impulsul p asociat unui foton de energie E este:
```
    
p
 =  
E
/
c
```

Atunci când un foton este absorbit de un atom, atomul primește un impuls egal cu E/c.  Dacă fotonul este reflectat (absorbit și reemis în sens contrar), transferul de impuls este 2E/c. Un foton este o particulă cu spin egal cu 1, deci este un boson.
Ca toate particulele elementare, fotonii au atât proprietăți de corpuscul, cât și de undă — prezintă dualismul undă-particulă, în general considerându-se că în momentul interacțiunii cu materia fotonii se comportă preponderent ca particule, iar în timpul propagării libere se comportă ca unde.
Primele încercări științifice de a crea un model corpuscular al luminii au avut loc în secolul al XVI-lea și i-au aparținut lui Pierre Gassendi; ele au fost preluate și dezvoltate curând după aceea de către Isaac Newton. Dar conceptul modern de foton a apărut abia la începutul secolului al XX-lea, mai întâi în lucrările dintre anii 1905 și 1917 ale lui Albert Einstein (acesta folosea pentru foton denumirea germană das Lichtquant, „cuanta de lumină”). Această cuantă servea la explicarea unor fenomene observate experimental care nu puteau fi explicate prin modelul clasic al luminii, ca de exemplu efectul fotoelectric și radiația corpului negru.
Precizarea conceptului de foton a avut de-a lungul timpului consecințe deosebite în dezvoltarea fizicii, a celorlalte științe și a tehnologiei. Prin aplicarea teoriilor legate de fotoni au devenit realitate printre multe altele: laserul, fotochimia, microscopia de înaltă rezoluție, comunicațiile optice și analize atomice și moleculare. Pentru viitor se întrevăd rezultate spectaculoase de exemplu în criptografia cuantică sau realizarea de calculatoare cuantice.